# Кевін Вуд
Кевін Вуд — американський рок-музикант, гітарист сіетлського гурту Malfunkshun, брат Ендрю Вуда.

## Життєпис
Кевін Вуд був старшим з трьох братів. Разом з сім'єю, батьками та братами Ендрю та Браяном Вудом він переїхав з Техасу до Острова Бейнбрідж (Вашингтон) в середині 1970-х років. Хоча батько Вудів був військовим, діти виховувались не дуже суворо. Кевін вперше спробував алкоголь, коли йому було близько 10 років, а на Бейнбріджі, як і багато місцевих юнаків, він вживав ЛСД.
Кевін та Енді Вуд захоплювались музикою і в 1980 році заснували власний колектив Report Malfunction разом зі знайомим барабанщиком. Назву було запозичено з надпису в ресторані, де працював Кевін. Згодом вона скоротилась до «Malfunkshun». Після декількох змін в складі, Malfunkshun перетворився на тріо, де Кевін грав на гітарі, Енді був бас-гітаристом та співаком, а на барабанах грав Ріґан Гаґар, з яким брати познайомились в черзі на концерт Devo.
Після перших концертів учасники Malfunkshun вирішили взяти собі псевдоніми. Кевін Вуд спочатку хотів назвати себе Ded Springsteen, бо зневажав Брюса Спрінгстіна, а пізніше зупинився на «Кевін Штейн» (Kevin Stein). Дехто вважав, що це було пов'язано із Франкенштейном, але Кевін пояснював, що просто хотів змінити прізвище, а «Штейн» — це хлопець, з яким він навчався в Техасі. Гурт став помірно відомим в Сіетлі, змішуючи важкий метал та панк-рок, а Кевін Вуд виділявся своїми довгими та технічними гітарними соло. В 1986 році дві пісні Malfunkshun опинились на збірці Deep Six, яка презентувала творчість сіетлських колективів. Окрім цього гурт так і не випустив жодного справжнього запису.
В 1988 році Енді Вуд став грати з іншим місцевим колективом, який заснували колишні музиканти Green River Джеф Амент та Стоун Ґоссард, і Malfunkshun поступово припинили виступи. Згодом новий гурт Ендрю — Mother Love Bone — став досить відомим, підписав контракт з великим лейблом та почав роботу над дебютним альбомом. За декілька тижнів до його виходу в 1990 році сталася трагедія — Ендрю Вуда знайшли непритомним після передозування героїну. Через три дні він вмер. Смерть Вуда вразила місцеву музичну сцену, на його честь був створений триб'ют-проєкт Temple of the Dog. Кевін Вуд сподівався, що його також запросять взяти в ньому участь, але цього так і не сталося.
Протягом дев'яностих років Кевін Вуд поєднував заняття музикою та інший бізнес. Він згадував, що навіть підробляв таксистом, підвозивши туристів на могилу Енді, а ті навіть не здогадувались, що їдуть з братом померлої зірки. Кевін Вуд також грав у деяких місцевих рок-гуртах. У The Fire Ants барабанщиком був Чед Ченнінг з Nirvana, а вокалістом — брат Кевіна Браян Вуд. Після Fire Ants Кевін створив гурт Devilhead, де продовжив грати з Браяном Вудом та випустив два альбоми.
У 2006 році Кевін Вуд повернувся до ідеї реформувати Malfunkshun. За участі Ріґана Гаґара та інших музикантів було перезаписано декілька старих пісень Malfunction, а також створено нові на тексти Енді Вуда. Платівка Monument вийшла за авторством гурту Kevin Wood & From the North. Надалі Вуд повноцінно відновив Malfunkshun і протягом 2010-х років продовжував гастролювати та випускати поодинокі записи.

## Дискографія
Malfunkshun
- 1995 — Return to Olympus[7]
- 2011 — The Andrew Wood Story[8]
- 2017 — Monument[9]
- 2021 — Glow (EP)[10]

Fire Ants
- 1992 — Stripped[11]

Devilhead
- 1994 — Your Ice Cream's Dirty[12]
- 1996 — Pest Control[13]

All Hail The Crown
- 2011 — All Hail The Crown[14]

Strange Sense Of Comfort
- 2021 — Music to Blow Your Head Off[15]